# Gerrie Knetemann
Gerard Friedrich "Gerrie" Knetemann, född 6 mars 1951 i Amsterdam, död 2 november 2004 i Bergen, Noord-Holland, var en nederländsk tävlingscyklist. Knetemann vann Världsmästerskapens linjelopp 1978.

## Karriär
Gerrie Knetemann var fyrfaldig segrare av Nederländerna runt. Han cyklade Tour de France elva gånger under sin karriär, mellan 1974 och 1987, och vann tio etapper under tävlingen under sin karriär vilket är nederländskt rekord tillsammans med Jan Raas och Joop Zoetemelk. Under sin professionella karriär vann Knetemann 127 tävlingar.
Under Tour de France 1978 ledde Knetemann tävlingen efter den sjätte etappen och han behöll ledningen under två dagar. Han vann etappen till Lausanne och senare den sista etappen som avslutades på Champs Elysées i Paris.
Knetemann skadade sig under den belgiska tävlingen Dwars door Vlaanderen i mars 1983 och blev tvungen att vila sig under flera månader. Han cyklade Tour de France samma år men han var inte längre samma lysande stjärna som han tidigare varit. Han vann dock Amstel Gold Race under säsongen 1985. Han avslutade sin karriär efter säsongen 1990.
Under sin karriär vann Knetemann också Paris–Nice 1978 och Tour Méditerranéen 1978, 1980 och 1983.
En av Knetemanns sista segrar var Postgirot Open 1987.
Knetemann avled efter att ha fått en hjärtinfarkt när han cyklade tillsammans med några vänner i Bergen, Nederländerna.

## Meriter
- Världsmästerskapens linjelopp – 1978
- Amstel Gold Race – 1974, 1985
- Tour de France, 10 etapper, 1975–1982
- Tour de France, 9 lagtempoetapper, 1976–1982
- Tour de France, 8 dagar i den gula ledartröjan, 1979–1981
- Paris–Nice 1978
- Nederländerna runt – 1976, 1980, 1981, 1986
- Tour Méditerranéen – 1978, 1980, 1983
- Belgien runt – 1980
- Dunkirks fyradagars – 1977
- De Pannes tredagars – 1982
- Postgirot Open – 1987

## Stall
- Gan-Mercier 1974–1975
- TI-Raleigh 1976–1983
- Europ Decor-Boule d'Or 1984
- Skil-Sem 1985
- PDM-Concorde 1986–1989